# Dicranomyia egae
Dicranomyia egae är en tvåvingeart som beskrevs av Alexander 1921. Dicranomyia egae ingår i släktet Dicranomyia och familjen småharkrankar. Inga underarter finns listade i Catalogue of Life.